# 楽天マート
楽天マートは、楽天マート株式会社が運営するネットスーパー事業で、2024年9月25日にサービスを開始した。生鮮食品、乳製品、冷凍・冷蔵食品などを中心とした品揃えに加え、楽天市場の人気お取り寄せスイーツやデパ地下系ブランドのラインナップ、地方物産なども取り扱う。

## 概要
楽天マートは、2024年9月25日、楽天西友ネットスーパー株式会社が運営していた倉庫出荷型ネットスーパー事業を改称する形で開始したサービスである。
- 楽天西友ネットスーパー株式会社は楽天グループと西友との合弁会社として、2018年4月よりネットスーパー事業「楽天西友ネットスーパー」を運営し、10月にグランドオープンしてきた。倉庫出荷型ネットスーパー事業は港北（神奈川県横浜市）、松戸（千葉県松戸市）、茨木（大阪府茨木市）にある倉庫を拠点としてサービスを展開してきた。なお、楽天西友ネットスーパー株式会社は2023年12月20日に合弁関係が解消され、2024年8月8日に楽天マート株式会社へ商号変更した。

- 旧楽天マートは、2012年7月9日、楽天マート株式会社は関東圏限定のサービスとしてネットスーパー「楽天マート」を開始した[2]。当初は生鮮食料品や日用品をメインとした品揃えでサービスをスタートさせたが、現在は全国へとサービス拡大し[3]、アイテム数は約13,000まで広げ、ペット用品やベビー用品なども幅広く取り揃えている。また大きな特徴として、楽天市場のお取り寄せグルメやブランドスイーツ（LeTAO、R.L waffle等）、ローソンのPB（プライベートブランド）商品が買うことができる。サービス開始時はカタログを週に１回発行していたが、2015年5月より楽天市場とのシステム連携によりカタログの発行をストップし、Webでのマーケティングに切り替えた。また同時に楽天市場の「スーパーセール」や「お買いものマラソン」といった店舗の買いまわり対象となり、楽天市場との連携が深まった。2018年2月1日に楽天株式会社を存続会社とする形で完全子会社化し、楽天マート株式会社は解散した[4]。楽天は楽天マートとは別に、楽天ネットスーパー[5]というサービスを展開していたが、それは楽天が運営するマーケットプレイス型のネットスーパービジネスとなっていた。

## 主な特徴
- 楽天ポイントの利用ができ、税込3500円以上で送料無料
- 配送エリア：東京都、神奈川県、千葉県、埼玉県、大阪府、兵庫県、京都府
- 配送：最短で翌日配送。注文する日から3日後まで指定可能。

## 沿革
- 2012年
  - 2月 - 楽天マート株式会社設立。
  - 7月 - サイトをオープン、サービスをスタート。
- 2013年
  - 3月 - 東京、神奈川、千葉、埼玉の71区・市に配送エリアを拡大[6]。
- 2015年
  - 5月 - 楽天市場とのシステム連携スタート。
  - 8月 - 1都7県に配送エリアを拡大。世田谷区玉川に本社移転。
- 2016年
  - 5月 - 最短20分からの即時配送サービス「楽びん!」のサービス拡充。ウェブサイトからの購入も可能に。
  - 10月 - 「楽びん!」の港区の配送エリアを全域に拡大。
- 2017年
  - 7月 - 7月より送料無料となる基準が税込5000円から3500円に、10月から常温、冷蔵の商品の取り扱いを止めることを発表。
  - 10月 - 11月よりリニューアルオープンすることを発表。
- 2018年
  - 2月1日 - 楽天マート株式会社が楽天株式会社に吸収合併される[7]。
  - 2月6日 - 楽天株式会社とウォルマート・インクは、日本とアメリカにおける戦略的提携を推進することに合意。日本では、楽天とウォルマートの合同会社西友が新会社を設立し、「楽天西友ネットスーパー」を協同運営を開始すると発表[8]。
  - 10月25日 - 楽天株式会社と合同会社西友の協働運営するネットスーパー事業「楽天西友ネットスーパー」をグランドオープン[9]。
- 2021年
  - 物流センターを神奈川県横浜市に新設し稼働開始。
- 2022年
  - 1月19日 - 物流センターを大阪府茨木市に新設し稼働開始。
- 2023年
  - 2月28日 - 物流センターを千葉県松戸市に新設し稼働開始。
  - 12月20日 - 楽天西友ネットスーパー株式会社が楽天の完全子会社となる。
- 2024年
  - 8月8日 - 楽天西友ネットスーパー株式会社を楽天マート株式会社へ商号変更。
  - 9月25日 - 倉庫型ネットスーパー事業を「楽天マート」と改称し、運営を開始。